# Élodie Thomis
Élodie Thomis és una centrecampista/davantera de futbol internacional per França des del 2005, amb 130 partits i 32 gols. Ha arribat a les semifinals del Mundial i els Jocs Olímpics amb la selecció, i ha guanyat tres Lligues de Campions amb l'Olympique de Lió.

## Trajectòria
| Temporades      | Club                  | Títols                                      | Selecció (fases finals)                                                                                            |
| --------------- | --------------------- | ------------------------------------------- | --- |
| 02/03 - 04/05 0 | CNFE Clairefontaine 0 |                                             | Eurocopa sub-19 2003 (campió) Eurocopa sub-19 2005 (subcampió)                                                     |
| 05/06 - 06/07   | Montpellier HSC       | 1 Copa                                      | Mundial sub-20 2006 (quarts)                                                                                       |
| 07/08 - act. 0  | Olympique de Lió 0    | 3 Lligues de Campions, 9 Lligues, 6 Copes 0 | Eurocopa 2009 (quarts) Mundial 2011 (4t lloc) Jocs Olímpics 2012 (4t) Eurocopa 2013 (quarts) Mundial 2015 (quarts) |